# Andreas Rastner
Andreas Rastner (* 10. November 1968 in Wien) ist ein ehemaliger deutscher Handballspieler und Handballtrainer.

## Karriere
Obwohl Rastner nie ein offizielles Länderspiel für die DHB-Auswahl bestritt, galt er Mitte der 1990er Jahre bis Anfang 2000 als international bekannter Kreisspieler. Als Rastner in der Saison 1993/94 zum SC Magdeburg kam, war er der erste westdeutsche Bundesligaspieler, der in den Osten wechselte. Ein Jahr später wechselte Rastner als zweiter deutscher Handballspieler – nach Erhard Wunderlich – in die spanische Liga ASOBAL, wo er beim damaligen Spitzenverein Caja Cantabria Santander aktiv war. Mit Santander gewann Rastner 1997/98 den Europapokal der Pokalsieger gegen die HSG Dutenhofen-Münchholzhausen sowie die Copa ASOBAL. Rastner wurde 1997 von der spanischen Liga ASOBAL zum besten Kreisspieler und zweitbesten Ausländer gewählt.
Rastner belegte (Stand August 2008) in der „Ewigen Torschützenliste“ der Handball-Bundesliga mit 1226 Toren (davon 81 Siebenmeter) in 428 Bundesligaspielen den 26. Platz, in der „Ewigen Feldtorschützenliste“ hielt Rastner 2008 den 16. Platz. Mit 301 Zeitstrafen in 17 Profi-Jahren stand Rastner 2008 auf dem achten Platz der „Ewigen Zeitstrafenliste“ der Handball-Bundesliga.

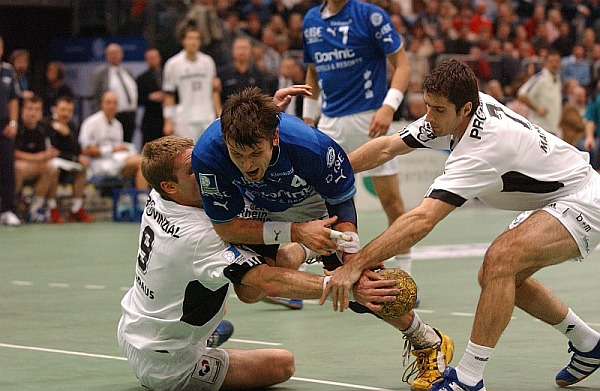
Andreas Rastner am 22. November 2003 VfL Gummersbach – THW Kiel

Nach der Saison 2004/05 beendete Rastner seine Profikarriere als Kapitän der insolventen SG Wallau/Massenheim und spielte im Anschluss beim Regionalligisten TV Petterweil. Martin Schwalb reaktivierte Rastner im November 2005 für ein einjähriges Comeback beim HSV Hamburg, als Ersatz für den verletzungsbedingten Ausfall von Bertrand Gille. Der Kreisläufer gewann in der Saison 2005/06 mit dem HSV Hamburg den DHB-Pokal in der Color Line Arena mit 26:25 (9:10) gegen den SG Kronau/Östringen.
Im Juni 2006 nach dem BL-Spiel bei der HSG Wetzlar beendete Andreas Rastner seine Karriere.
Im Sommer 2009 übernahm er das Traineramt beim Regionalligisten TSV Ellerbek, beendete diese Tätigkeit aber vorzeitig im April 2010.
Im Juni 2011 erwarb Andreas Rastner erfolgreich die Trainer-A-Lizenz des DHB. Von 2011 bis 2013 gehörte er dem Trainerteam des Hamburger Handball-Verbands an und trainierte von 2012 bis zu seiner Freistellung im März 2013 den Oberligisten HG Norderstedt.
Andreas Rastner lebt in Hamburg, ist verheiratet und hat zwei Kinder. Er ist beruflich als Principal Consultant bei HAPEKO tätig, einem HR-Unternehmen, das 2016 vom "Manager Magazin" unter die Top HR-Consultants für den Mittelstand gewählt wurde.

## Sportliche Erfolge
- 1991  Europapokal der Pokalsieger (TSV Milbertshofen)
- 1996  Deutscher Pokalsieger und DHB-Supercup (SC Magdeburg)
- 1997  Copa ASOBAL (Caja Cantabria Santander)
- 1998  Europapokal der Pokalsieger (Caja Cantabria Santander)
- 1998  Deutscher Pokalsieger und DHB-Supercup (THW Kiel)
- 1999  Deutscher Meister (THW Kiel)
- 2006  Deutscher Pokalsieger (HSV Hamburg)

## Ehrungen
- 5-mal Berufung Bundesliga-All-Star-Team
- Kreisläufer des Jahres in Spanien 1997
- Zweitbester Ausländer in Spanien 1997
- 2018  Einer der drei besten Bundesliga-Kreisspieler von 1985 - 1999